# آی‌بی‌ام ۵۱۰۰
آی بی ام ۵۱۰۰ نخستین کامپیوتر قابل حمل شرکت آی‌بی‌ام و نخستین لپ‌تاپی بود که برای فروش در دسترس عموم قرار داده شد. این لپ‌تاپ در سپتامبر سال ۱۹۷۵ معرفی شد، شش سال قبل از معرفی مارک کامپیوترهای آی بی ام. این تکامل از نمونه اولیه‌ای (ویژه دستگاه‌ای پی ال‌های رایانه‌ای قابل حمل) بود که در پالو آلتو مرکز علمی آی بی ام در سال ۱۹۷۳ توسعه یافت. در ژانویه سال ۱۹۷۸ آی بی ام نمونه نو، آی بی ام۵۱۱۰ را معرفی کرد، و در فوریه سال ۱۹۸۰ آی بی ام ۵۱۲۰آی بی ام را معرفی کرد. تولید ۵۱۰۰ در ماه مارس سال ۱۹۸۲ دیگر متوقف شده بود.
هنگامی که کامپیوتر شخصی جدید آی بی ام در سال ۱۹۸۱ معرفی شد، آن را در ابتدا به عنوان آی بی ام ۵۱۵۰ تعیین کردند که پایه طراحی آن بر اساس ۵۱۰۰ بود.
برخی اطلاعات دیگر:
- قطع تولید: سال ۱۹۷۸
- قیمت در زمان تولید: از ۸/۹۷۵ دلار تا ۱۹/۹۷۵دلار
- پردازنده: پردازندهٔ پالم آی بی ام قفل شده بر ۱٫۹مگاهرتز
- حافظه: ۱۶کیلو بایت تا ۳۲کیلو بایت رم و رام ۳۲کیلو بایت تا۶۴کیلو بای
- وزن: ۲۴ کیلو گرم